# Disperis anthoceros
Disperis anthoceros är en orkidéart som beskrevs av Heinrich Gustav Reichenbach. Disperis anthoceros ingår i släktet Disperis och familjen orkidéer.

## Underarter
Arten delas in i följande underarter:
- D. a. anthoceros
- D. a. grandiflora
- D. a. humbertii